# Hailee Steinfeld
Hailee Steinfeld, född 11 december 1996 i Tarzana i Kalifornien, är en amerikansk skådespelare och sångare.
I sin långfilmsdebut spelade hon rollen som Mattie Ross i nyinspelningen av True Grit från 2010. För den rollen blev hon nominerad till en Oscar i kategorin Bästa kvinnliga biroll. Hon har även spelat Emily Junk i Pitch Perfect 2 (2015) och Pitch Perfect 3 (2017). Hon spelade Emily Dickinson i Dickinson (2019–2021) och Kate Bishop/Hawkeye i serien Hawkeye (2021).
Steinfeld växte upp i Agoura Hills och flyttade sedan till Thousand Oaks. Hon har hemundervisats samt gått på skolorna Ascension Lutheran School, Conejo Elementary och Colina Middle School.

## Familj
Steinfeld föddes i Tarzana väster om Los Angeles. Fadern Peter Steinfeld är personlig tränare och hennes mor Cheri Steinfeld, född Domasin, är inredningsarkitekt. Hon har till hälften filippinskt och till hälften afro-amerikanskt ursprung. Hon har en äldre bror som heter Griffin. Hon har ett förhållande med NFL-spelaren Josh Allen (född 1996). Paret förlovade sig i november 2024. De gifte sig den 31 maj 2025.

## Filmografi

### Film
| År   | Titel                               | Roll                               | Noteringar                                      |
| ---- | ----------------------------------- | ---------------------------------- | ----------------------------------------------- |
| 2010 | True Grit                           | Mattie Ross                        | Nominerad till Oscar för bästa kvinnliga biroll |
| 2013 | Begin Again                         | Violet Mulligan                    |                                                 |
| 2013 | Hateship, Loveship                  | Sabitha                            |                                                 |
| 2013 | Romeo och Julia                     | Juliet Capulet                     |                                                 |
| 2013 | Ender's Game                        | Petra Arkanian                     |                                                 |
| 2014 | 3 Days to Kill                      | Zooey Renner                       |                                                 |
| 2014 | The Homesman                        | Tabitha Hutchinson                 |                                                 |
| 2014 | The Keeping Room                    | Louise                             |                                                 |
| 2015 | Ten Thousand Saints                 | Eliza                              |                                                 |
| 2015 | Unity                               | Berättare                          | Dokumentär                                      |
| 2015 | När Marnie var där                  | Anna (röst)                        |                                                 |
| 2015 | Pitch Perfect 2                     | Emily Junk                         |                                                 |
| 2015 | Barely Lethal                       | Megan Walsh                        | Huvudroll                                       |
| 2016 | Term Life                           | Carrie Barrow                      |                                                 |
| 2016 | The Edge of Seventeen               | Nadine Byrd                        |                                                 |
| 2017 | Pitch Perfect 3                     | Emily Junk                         |                                                 |
| 2018 | Bumblebee                           | Charlie Watson                     | Huvudroll                                       |
| 2018 | Spider-Man: Into the Spider-Verse   | Gwen Stacy / Spider-Woman          | Röst                                            |
| 2019 | Charlie's Angels                    | Angel Recruit ("ängelrekryterare") | Cameo                                           |
| 2019 | Between Two Ferns: The Movie        | Sig själv                          |                                                 |
| 2023 | Spider-Man: Across the Spider-Verse | Gwen Stacy / Spider-Woman          | Röst                                            |
| 2023 | The Marvels                         | Kate Bishop                        |                                                 |
| 2025 | Sinners                             | Mary                               |                                                 |

### Television
| År               | Titel                        | Roll                  | Noteringar                                   |
| ---------------- | ---------------------------- | --------------------- | -------------------------------------------- |
| 2007             | Back to You                  | Little Girl           | Avsnitt: "Gracie's Bully"                    |
| 2010             | Sons of Tucson               | Bethany               | Avsnitt: "Chicken Pox"                       |
| 2015, 2017, 2018 | The Voice                    | Sig själv/Rådgivare   | Gäst under säsong 8, 13; rådgivare säsong 14 |
| 2018             | 2018 MTV Europe Music Awards | Värd/Artist           | TV-special                                   |
| 2019–2021        | Dickinson                    | Emily Dickinson       | Huvudroll; även exekutiv producent           |
| 2021–2024        | Arcane                       | Vi                    | Röst                                         |
| 2021             | Hawkeye                      | Kate Bishop / Hawkeye | Huvudroll                                    |

### Musikvideor
| År   |  | Titel                                | Artist                          | Roll        | Ref.   |
| ---- |  | ------------------------------------ | ------------------------------- | ----------- | ------ |
| 2012 |  | "Endlessly"                          | The Cab                         | Tjej        | [ 2 ]  |
| 2015 |  | "Bad Blood "                         | Taylor Swift                    | The Trinity | [ 3 ]  |
| 2015 |  | "Love Myself"                        | Hailee Steinfeld                | Sig själv   | [ 4 ]  |
| 2015 |  | "Stitches" (acoustic)                | Shawn Mendes & Hailee Steinfeld | Sig själv   | [ 5 ]  |
| 2015 |  | "Sing"                               | Pentatonix                      | Sig själv   | [ 6 ]  |
| 2015 |  | "Hell Nos And Headphones" (acoustic) | Hailee Steinfeld                | Sig själv   | [ 7 ]  |
| 2015 |  | "Love Myself" (acoustic)             | Hailee Steinfeld                | Siv själv   | [ 8 ]  |
| 2015 |  | "Let It Go" (acoustic cover)         | Hailee Steinfeld                | Sig själv   | [ 9 ]  |
| 2015 |  | "Flashlight"                         | Hailee Steinfeld                | Sig själv   | [ 10 ] |
| 2016 |  | ''Rock Bottom''                      | Hailee Steinfeld & DNCE         | Sig själv   |        |
| 2016 |  | ''Starving''                         | Hailee Steinfeld, Grey & Zedd   | Sig själv   |        |

## Diskografi

### EP
| Titel | Albumdetaljer                                                                  | Högsta listplacering | Högsta listplacering |
| Titel | Albumdetaljer                                                                  | US [källa behövs]    | CAN [källa behövs]   |
| ----- | ------------------------------------------------------------------------------ | -------------------- | -------------------- |
| Haiz  | - Släppt: 13 november 2015 - Skivbolag: Republic - Format: Digital nedladdning | 57                   | 38                   |

### Singlar
Som huvudartist
| Singel                                                                                  | År   | Högsta listplacering | Högsta listplacering | Högsta listplacering | Högsta listplacering | Högsta listplacering | Högsta listplacering | Högsta listplacering | Högsta listplacering | Högsta listplacering | Högsta listplacering | Certifikat                                               | Album |
| Singel                                                                                  | År   | US                   | AUS                  | CAN                  | IRE                  | ITA                  | NLD                  | NOR                  | NZ                   | SWE                  | UK                   | Certifikat                                               | Album |
| --------------------------------------------------------------------------------------- | ---- | -------------------- | -------------------- | -------------------- | -------------------- | -------------------- | -------------------- | -------------------- | -------------------- | -------------------- | -------------------- | -------------------------------------------------------- | ----- |
| "Love Myself"                                                                           | 2015 | 30                   | 92                   | 15                   | 51                   | 69                   | 37                   | 20                   | 19                   | 35                   | 180                  | - RIAA: Platinum - RMNZ: Gold - FIMI: Gold[källa behövs] | Haiz  |
| "Rock Bottom" (featuring DNCE)                                                          | 2016 | —                    | —                    | —                    | —                    | —                    | —                    | —                    | —                    | —                    | —                    |                                                          | Haiz  |
| "—" betecknar en låt som inte fanns med på listan eller som inte släpptes i det landet. |      |                      |                      |                      |                      |                      |                      |                      |                      |                      |                      |                                                          |       |

Som gästartist
| Singel                                                     | År   | Album      |
| ---------------------------------------------------------- | ---- | ---------- |
| "How I Want Ya" (Hudson Thames featuring Hailee Steinfeld) | 2015 | Lip Tricks |

### Andra framträdanden
| Titel                                         | År   | Andra artister                                                                          | Album                            |
| --------------------------------------------- | ---- | --------------------------------------------------------------------------------------- | -------------------------------- |
| "Tell Me If You Wanna Go Home (Roof Top Mix)" | 2014 | Keira Knightley                                                                         | Begin Again                      |
| "Riff Off"                                    | 2015 | Das Sound Machine, Tone Hangers, The Barden Bellas, Green Bay Packers, The Treblemakers | Pitch Perfect 2                  |
| "Convention Performance"                      | 2015 | The Barden Bellas                                                                       | Pitch Perfect 2                  |
| "Back to Basics"                              | 2015 | The Barden Bellas                                                                       | Pitch Perfect 2                  |
| "Cups ("When I'm Gone")"                      | 2015 | The Barden Bellas                                                                       | Pitch Perfect 2                  |
| "World Championship Finale 2"                 | 2015 | The Barden Bellas                                                                       | Pitch Perfect 2                  |
| "Stitches" (acoustic version)                 | 2015 | Shawn Mendes                                                                            | i.u.                             |
| "Flashlight (Sweet Life Remix)"               | 2015 | i.u.                                                                                    | Pitch Perfect 2: special edition |